# Hyphercyna
Hyphercyna é um gênero de mariposa pertencente à família Crambidae.